# Marc Bernabé
Marc Bernabé (L'Ametlla del Vallès, Barcelona,  24 de julho de 1976) é um escritor, tradutor e especialista em cultura japonesa. É tradutor do japonês para o catalão e para o castelhano, com ênfase na tradução de mangá e animê. Possui mestrado em Japonologia na Universidade de Estudos Estrangeiros de Osaka, onde reside atualmente. Suas principais áreas de interesse são a didática da língua e a cultura japonesa contemporânea.
É autor de obras como Japonês em quadrinhos 1, 2 e 3 (estes, traduzidos para o português por Patricia de Cia), e Apuntes de Japón. Escreveu em parceria com James W. Heisig e Verónica Calafell os livros Kanji para recordar e Kana para recordar (ambos voltados para o público falante de espanhol). Seus hobbies são cinema, leitura, viagem e fotografia.
É um dos fundadores da página de internet Nipoweb.